# 2014년 인도-파키스탄 홍수

인더스강 유역의 인도와 파키스탄 북부를 흐르는 주요 강인 인더스강, 젤룸강, 체나브강, 라비강, 베아스강, 수틀레지강을 그린 모습.

2014년 인도-파키스탄 홍수는 2014년 9월 카슈미르 지역의 집중 호우로 인한 홍수이다. 이 홍수로 인도의 잠무 카슈미르 주와 파키스탄의 아자드 카슈미르, 길기트발티스탄, 펀자브 주 지역이 영향을 받았다. 2014년 9월 7일 기준 인도인 200명과 파키스탄인 205명이 사망했다. 인도의 내무부 장관에 따르면 수천여개의 마을이 피해를 입고 350여개 마을이 물에 잠겼다고 말했다. 또한, 스리나가르에서 구출한 27,000명을 포함하여 현재까지 47,200명을 구출했다고 했다.
바다미바흐의 육군 기지를 포함한 스리나가르 도시 대부분이 물에 잠겼으며, 중요한 도로들도 거의 대부분이 침수되었다.

## 기원
잠무 카슈미르 및 인접한 지역은 남아시아 몬순의 마지막 시기인 9월 2일부터 강한 폭우가 내리기 시작했다. 이 폭우로 인해 인도 뿐 아니라 파키스탄에도 산사태가 발생하는 등 영향을 받기 시작했다. 9월 5일, 스리나가르 도시의 젤룸강은 홍수 기준인 1.34m를 넘은 6.83m까지 수위가 올라갔으며, 아난트낭 구의 산감 지역에서는 홍수 기준인 3.7m를 넘은 10m까지 수위가 높아졌다.
체나브강도 홍수 기준을 넘어 넘치기 시작하면서 파키스탄의 마을 수백개가 물에 잠기기 시작했다. 집중 호우로 인해 파키스탄 펀자브 주 중앙의 카디라바드, 시알코트, 나로왈, 구즈라트 시, 만디 바하우딘, 구지란왈라, 하피자바드, 세이후푸라 지역이 홍수 영향을 받았다.

## 홍수
2014년 9월로 접어들면 카슈미르의 모든 계곡이 최악의 홍수로 인해 거의 다 잠기기 시작했다. 9월 6일 기준 잠무 카슈미르 주의 카슈미르 계곡에서만 100명이 사망했고 2,600개 마을이 홍수 피해를 입었으며, 카슈미르 바깥 지역에서도 390개 마을이 침수되었다. 잠무 직할령의 1,225개 마을이 영향을 받고 1,000개 마을이 물에 잠겼다. 홍수의 원인은 연속적인 폭우로 인해 강이 버티지 못하고 넘쳐간 것으로 추측된다. 홍수의 영향을 가장 많이 받은 지역은 아나트낭, 풀와마, 바라물라, 소포레을 포함한 카슈미르 남쪽에서 일어났다. 젤룸 지역 또한 위험 수위 이상으로 강이 불어났다. 강의 유속이 평상시의 25,000 m3/s을 넘어선 70,000 m3/s로 기록되었다. 175명 이상이 사망한 것으로 나타났다.
9월 8일에는 스리나가르 지역에 홍수가 발생하면서 4m 높이로 올라가며 대부분의 건물이 물에 잠겼다. 물에 잠긴 주택을 버리고 대부분의 주민들이 안전지대로 피난을 가기 시작했다.

## 결과

### 인도
잠무 카슈미르 주 수상인 오마르 압둘라흐에 따르면, 홍수로 넘친 물이 빠르게 스리나가르 지역을 통과하면서 상황이 전례없이 악화되었다고 말했다. 그는 델리에서 가져온 보트를 이용하여 대피 작업을 시작했으며, 인도 공군 또한 대피작전을 도우고 있다고 말했다.
카슈미르 주 전역에 걸쳐 50개의 다리가 파괴되었다. 이들이 얼마나 손상되었는지는 홍수가 끝나고 물이 빠져야 알 수 있다고 말했다. 또한, 주 정부는 홍수로 인해 발생한 난민들을 위한 텐트 25,000개와 담요 40,000개가 필요하다고 중앙정부에게 지원을 촉구했다.
잠무 직할령에서는 호우로 인해 빠르게 산사태가 발생하면서 건물, 교량, 도로, 농작물 등이 파괴되었다고 말했다. 이로 인해 잠무-파탄코트 고속도로의 통행이 금지되었다. 카트라 행 열차 또한 운행을 중지했고 9월 12일까지 하즈로 가는 모든 공항편이 중지되었다. 인도 1A 고속도로는 수위가 그나마 낮아진 9월 8일에야 운행을 재개했다. 인도의 총리인 나렌드라 모디는 "국가적 재앙"이라고 말했다.

### 파키스탄
홍수로 인한 거센 물살이 물탄을 덮쳤다. 트리뮤 헤드 웍스(Trimmu Head works)가 홍수를 막는 동안 지항 구의 350개 마을이 아타리 하자리 디케 마을에서 둑이 무너져 물에 잠기게 되었다. 홍수로 인한 물길이 남쪽으로 내려가면서, 판즈나드에서도 수위가 올라가기 시작하고 116,000 큐섹(초당 1입방피트의 흐름)의 물이 넘치면서 미탄 코트와 물탄 구의 300개 마을이 물에 잠겼다. 국가 재난 관리 기관(NDMA)은 이로 인해 257명이 사망하고 1,100,000명이 홍수의 영향을 받았다고 말했다. 보고서에 따르면, 트리뮤 헤드 웍스가 650,000 큐섹의 물을 안전하게 배출했다고 말했다. 지항에서는 3명이 사망하고 치니오트에서는 9명이 사망했다. 잠뮤카슈미르 뿐 아니라 아자드 카슈미르와 파키스탄 펀자브에서도 거센 비가 내렸다.

## 구조 작전

### 인도
인도 내무부 장관인 아닐 고스와미는 항공기 23기, 헬리콥터 29대, 인도 육군 205개 부대, 보트 244대를 동원하여 구조작전을 펼치기 시작했다. 9월 9일에는 내무부 장관이 10개의 초소형 위성지구국을 중요 통신타워에 설치하여 복구했고, 바르둘라로 향하는 중요한 통신을 위해 위성 연결을 복구했다고 밝혔다. IL 76 2기와 AN 32 1대를 이용하여 음식, 물, 의약품 50t에 대한 보급을 시작했다. 보트 150개가 카슈미르의 침수 지역에 파견되어 사람들을 구조하는 데 이용하고 있다.
인도 내무부 장관이 스리나가르의 구조 작전을 위해 파견나가 있다. 또한, 정부는 델리에 컨트롤타워를 설치하고 피해 가족들에 대한 상세 정보를 제공하기 시작했다.

## 여파
인도 총리가 잠무 카슈미르 정부에 100억 인도 루피(1억 7000만 달러, 한화 1696억원)을 지원하고, 이와 더불어 재해 보상금으로 110억 인도 루피(1억 8000만 달러, 한화 1,865억 6,000만원)도 같이 책정했다. "국가적 재난"이라고 말했던 인도 총리 모디는 영향을 받는 사람들에 대한 공중 설문조사를 했으며, 심지어, 파키스탄 점유 카슈미르에 대한 구조를 지원하겠다고도 밝혔다. 마하라슈트라 주 수상 또한 카슈미르 홍수 피해자들에 대한 지원금으로 1억 인도 루피(1700만 달러, 한화 16억 9,600만원)을 지원하겠다고 밝혔다. 또한, 마디아프라데시 주 수상과 타밀나두 주 수상도 5,000만 루피(83만 달러, 한화 8억 4,800만원)을 지원하였다.

## 같이 보기
- 파키스탄의 홍수 목록
- 사망자수 순 홍수 목록
- 2010년 라다크 홍수